# Nemrod
Nemrod fou una empresa catalana dedicada al desenvolupament i fabricació de material per a submarinisme i busseig, creada el 1945 i desapareguda el 1999.
L'any 1941 els germans Joan i Pere Vilarrubís Ferrando van adquirir la fàbrica de joguines Nemrod creada el 1935, i la van integrar a l'empresa Vilarrubís Hermanos (després Vilarrubís y Sagué, amb Raimon Sagué) per elaborar material de submarinisme i busseig. L'any 1945 es registra ja la marca Nemrod i es comencen a fabricar, entre d'altres productes, fusells submarins i reguladors de busseig desenvolupats per Eduard Admetlla. Precisament per la patent d'un d'aquests reguladors, l'empresa va ser denunciada per Jacques Costeau, però finalment la justícia va donar la raó a Nemrod.
S'ignora el motiu de la tria del rei babiloni Nemrod (castellà) (en català Nimrod) per al nom de la marca, però ja des de ben aviat el logo serà la figura del personatge amb un arc.
Des de la seva fundació i fins a la dècada de 1980, Nemrod va ser una marca de referència per al material de submarinisme a nivell mundial. Així, els seus productes -reguladors, armilles, cinturons, màscares de busseig, aletes, ganivets, fusells submarins i, fins i tot, embarcacions- es van arribar a vendre en 65 països dels 5 continents. Fins i tot consta que van arribar a ser utilitzats per la Marina dels Estats Units.
A la dècada de 1960 l'empresa alemanya Metzeler va anar incrementant la seva participació fins al 100%, fins que l'any 1967 es canvià el nom de l'empresa de Vilarrubís i Sagué SA a Nemrod Metzeler SA.
La producció es realitzava a les instal·lacions del carrer Gran de la Sagrera 44-58 de Barcelona, fins que l'any 1968 es va obrir la nova fàbrica de Canovelles, on van arribar a treballar-hi més de 300 persones.
Després de passar per mans de grans empreses com Bayer o Pirelli, Nemrod va tancar l'any 1999 definitivament. Posteriorment durant els primers anys del segle XXI, la marca Nemrod va ser adquirida per una distribuïdora de material de platja.